# City Brewing Company
Die City Brewing Company ist eine US-amerikanische Brauerei mit Sitz in La Crosse. Sie agiert vornehmlich als Kontraktbrauerei für etliche Getränkefirmen.

## Geschichte
Nach dem wirtschaftlichen Niedergang und Verkauf der G. Heileman Brewing Company im Jahr 1999 entschlossen sich ihre neuen Besitzer (Pabst und Miller), die historische Produktionsstätte der Heileman-Brauerei in La Crosse an eine Gruppe von Investoren zu verkaufen. Diese gründeten noch im selben Jahr die City Brewing Company. Der Name lehnt sich an den Gründungsnamen der Heileman-Brauerei an. Mit der Gründung der Firma begann die Produktion der Biermarke „La Crosse Lager“.
Die City Brewing Company vergrößerte ihr Produktionsvolumen durch die Akquisition anderer Brauereistandorte. Im Jahr 2006 kaufte City die freigewordene Latrobe Brewery, nachdem Anheuser-Busch die Produktion von Rolling Rock von Latrobe nach New Jersey verlegte. Von April 2007 bis November 2008 wurde hier Bier der Boston Beer Company unter Lizenz produziert. Seit Mai 2009 wird Bier der Iron City Brewing hergestellt. Dazu kamen etliche Produkte der Lion Brewing Company im Juli 2009 sowie die Marke Stoney’s der Jones Brewing Company. Seit 2012 wird das für den US-amerikanischen Markt bestimmte Produktionsvolumen der Biermarke Red Stripe in Latrobe hergestellt. Seit 2017 braut die City Brewery an ihrem Standort in Memphis die Biere der Dixie Brewery.
Neben den Standorten Lacrosse und Latrobe betreibt die City Brewing Company auch ein Werk in Memphis.